# Campyloneurum chlorolepis
Campyloneurum chlorolepis là một loài thực vật có mạch trong họ Polypodiaceae. Loài này được Alston miêu tả khoa học đầu tiên năm 1957.